# Klaus Hashagen
Klaus Dietrich Hashagen (* 31. August 1924 in Semarang auf Java, Indonesien; † 30. Mai 1998 in Nürnberg) war ein deutscher Komponist.

## Leben
Als Sohn des aus Bremen-Vegesack stammenden Schifffahrtskaufmanns Hinrich Diedrich Hashagen (1888–1967) und seiner Frau Anne (geb. Rau, 1897–1982) wuchs Klaus Hashagen in Semarang auf und besuchte die niederländische Grundschule. Seine Mutter unterrichtete ihn ab 1930 im Klavierspiel. Nachhaltigen Einfluss auf seine spätere kompositorische Entwicklung hatte das Erlebnis der Gamelan-Musik. 1931 übersiedelte er mit seinen Eltern nach Surabaya; 1935 kam er ins Internat Schloss Bischofstein bei Lengenfeld unterm Stein in Thüringen. Dort konnte er bei der Pianistin Else Ackermann seine Klavierausbildung fortsetzen. Er erlernte weitere Instrumente, spielte in einer inoffiziellen Jazz-Combo mit und machte erste Experimente als Radio-Bastler. 1943 wurde er zur Wehrmacht eingezogen. Verwundungen im Krieg verhinderten eine Laufbahn als Pianist. Nach Gelegenheitsarbeiten als Maurer, Bauzeichner und Vermessungsgehilfe begann Hashagen 1945 am Försterling-Konservatorium in Bad Salzuflen seine Ausbildung in Musiktheorie und Chorleitung bei Gustav Adolf Ravenschlag. 1946 wechselte er an die neu eröffnete Nordwestdeutschen Musikakademie Detmold. Dort absolvierte er bei Erich Thienhaus ein Studium als Tonmeister. Seine Kompositionslehrer waren Johannes Driessler, Wilhelm Maler und vor allem Günter Bialas; die Ausbildung als Chorleiter setzte er bei Kurt Thomas fort.
Nach ersten Praktika beim Westdeutschen Rundfunk Köln war Klaus Hashagen 1951–66 als Tonmeister, Redakteur und Komponist für Hörfunkmusik beim Norddeutschen Rundfunk in Hannover angestellt. Er gründete – auf Anregung des Komponisten Friedrich Leinert und in Zusammenarbeit mit Klaus Bernbacher – ein Studio für Neue Musik, aus dessen Offenen Konzerten im Funkhaus ab 1958 die Tage für Neue Musik Hannover hervorgingen. Hashagen verfolgte dabei einen pluralistischen Ansatz. Es war ihm wichtig, das zeitgenössische Schaffen in seiner Breite wahrzunehmen und unterschiedliche Ansätze nebeneinander gelten zu lassen:
„Ganz bewusst haben wir keine Themen vorgegeben, kein Motto vorangestellt, sondern es war […] immer eine Summe von Erscheinungsformen und -bildern der aktuellen Musikszene.“
1966–89 wirkte Klaus Hashagen als Musikabteilungsleiter beim Bayerischen Rundfunk / Studio Franken in Nürnberg. Er setzte die Arbeit seines Vorgängers Willy Spilling fort, insbesondere im Bereich der Musica Antiqua, des Volksliedes und der zeitgenössischen Musik. 1968 initiierte er die Gründung des ars nova ensembles nürnberg (Leitung: Werner Heider) und rief die ars-nova-Tage ins Leben. Elektronische Musik und Kunst förderte er durch audiovisuelle Konzerte, Video- und Klanginstallationen in der Meistersingerhalle, der Kunsthalle und in Nürnberger Kirchen.
Seit den 1950er Jahren war Hashagen in zahlreichen kulturellen Gremien aktiv, u. a. als Leiter der Bundesauswahl Konzerte Junger Künstler beim Deutschen Musikrat, als Vorstandsmitglied des Deutschen Musikwettbewerbs in Bonn und des Bayerischen Musikrats, als Vorsitzender des Kulturbeirats der Stadt Nürnberg und als Mitglied im Arbeitsausschuss, später auch im Vorstand der Internationalen Orgelwoche Nürnberg. Gemeinsam mit Klaus Bernbacher, Bernhard Bosse, Fritz Büchtger, Eckart Rohlfs und Josef Anton Riedl baute er die deutsche Sektion der Jeunesses Musicales auf und leitete deren Internationale Sommerkurse im Schloss Weikersheim. Bei der neuen musikzeitung war er 30 Jahre lang Lektor für neue Partituren, am Nürnberger Meistersinger-Konservatorium Gründungsvorsitzender des Fördervereins und – zusammen mit Werner Andreas Albert und Wolfgang Graetschel – 1977 Gründer des Kammerorchesters Academia Sancta Katharina, eines Forums für gemeinsame Konzerte und Rundfunkproduktionen von Dozenten und Studierenden.
Als Komponist schuf Klaus Hashagen Chormusik – darunter viele geistliche Werke, angeregt durch eine Begegnung mit Martin Buber in den frühen 1950er Jahren –, ferner konzertante Stücke für Soli und Ensemble bzw. Orchester sowie Kammermusik (mit den Schwerpunkten Schlagzeug und Elektronik). Er arbeitete mit vielfältigen stilistischen Mitteln: Chanson-Ton steht neben Musique concrète, Dur-Moll-Tonalität neben der seriellen Technik, die er bei René Leibowitz studierte und später frei abwandelte (so etwa im Bau des Tempels I, 1959). Ab den 1960er Jahren bezog er in Werk-Zyklen wie die Mobilen Szenen aleatorische Elemente ein und erprobte die Möglichkeiten des „instrumentalen Theaters“. Sein besonderes Interesse galt einer spezifischen Musik für das Medium Rundfunk. In seinen „radiophonen“ Kompositionen setzte er sich mit Raumklangeffekten und den jeweils aktuellen Mitteln der Klangsynthese auseinander, bis hin zur Live-Elektronik.
An der Hochschule für Musik Würzburg war Hashagen Honorarprofessor für Elektronische Musik und Radiophonie.

## Ehrungen
- 1983: Verdienstkreuz am Bande der Bundesrepublik Deutschland
- 1995: Wolfram-von-Eschenbach-Preis
- Ehrenmitglied des Deutschen Musikrats
- Ehrenpräsident der Pegnitzschäfer-Klangkonzepte

## Kompositionen

### Arbeiten fürs Theater
- Tragédia (1960). Ballett
- Die Tagesschau (1960). Musikszene für Sprecher, Ensembles, Band und Projektionen. Dauer: ~20’

#### Bühnenmusik
- zu Peer Gynt (1867) von Henrik Ibsen (1964)
- zu Ein Sommernachtstraum (1595/96) von William Shakespeare (1965)
- zu Der Hund von ? (nach der Erzählung Forschungen eines Hundes [1922] von Franz Kafka), für Synthesizer. Dauer: 15’05’’
- zu Das Martyrium des Pjotr Ohey (1959) von Sławomir Mrożek
- zu Das Portrait (1987) von Sławomir Mrożek

### Elektronische Musik und Arbeiten für den Rundfunk
- Elektronisches Rathausgeläut für Salzgitter (1962)
- do it yourself (1969). Elektronische Aktion mit Publikum
- …trip in the air… I (Urfassung 1970). Radiophonische Suite für Kurzwellengeräusche, Dauer: 6’35’’

- Neufassungen: …trip in the air… II–VIII
- Langfassung (1990): …trip in the air… IX, Dauer: 24’30’’. Aufnahme (Colosseum [Klaus Hashagen – Percussion und Elektronik]; Deutscher Komponistenverband [Komponisten in Bayern (42)])

- …ab und zu… (1971). Musique concrète, Dauer: 5’05’’
- Musikstunde (1972). Elektronische Aktion mit Publikum
- Percussion VI (1959–73) für Tonband, Aufnahme (Colosseum [Klaus Hashagen – Percussion und Elektronik])
- Reflektionen (1975?). Elektronisches Environment (zusammen mit Dieter Salbert), Dauer: ~35’
- Prozess einer elektronischen Komposition (1975) ~18’
- Passacaglia (1975) für Synthesizer, Dauer: 13’15’’
- Rotation I (1977). Elektronisches Environment, Dauer: 14’15’’
- Elektronische Suite (1978)
- Sebalder Bauhüttengespräch (1979) für Synthesizer und Tonband. Dauer: 8’25’’
- Rotation II (1980). Elektronisches Environment, Dauer: 14’35’’
- …alla Scarlatti… (1982). Radiophonische Studie für Synthesizer und Computer, Dauer: 12’55’’
- Tergon I (1984) für Sprecher auf Tonband und Elektronik. Text: ?. Dauer: 14’20’’
- Capriccio – Bolero (1985). Radiophonische Studie für gesampelte Klänge und Geräusche (Instrumental und Sprechstimme), Dauer: 9’05’’
- Europhonia (1989). Environment in Zagreb, Dauer: ~60’
- Fantasie für Synthesizer und Sampler. Dauer: 6’35’’
- Rhythmica electronica für Synthesizer, Dauer: 13’10’’
- Transpositionen. Musique concrète, Dauer: 4’15’’
- Keys and Bells
- Suono del telajo
- Fernsehmusik (3 Teile) für Elektronik und Instrumente, Dauer: 6’50’’

#### Hörspielmusik
- zu Turandot (Autor: ?), für Ensemble. Dauer: 10’
- zu Walpurgisnacht (Autor: ?). Dauer: 6’50’’
- zu Die Erde ist flach (Autor: ?). Dauer: 5’
- zu Romain Rolland (Autor: ?). Dauer: 12’00’’

#### Hörbildmusik
- zu Die Nibelungen. Auf den Spuren eines sagenhaften Volkes (1976; Autor?), Dauer: 24’50’’
- zu Mensch und Kosmos – in Vergangenheit und Gegenwart. Eine neue Sternenschau des Nürnberger Planetariums (1977; Autor?), Dauer: 25’30’’
- zu „Mei Herz iss gräi“. Liebesgedichte in fränkischer Mundart (1978?; Autoren: Wilhelm Staudacher, Alfred Völkel) für Flöte und Synthesizer, Dauer: 6’25’’
- zu Variationen über ein Reiseland für Synthesizer, Dauer: 6’
- zu Der Berg, der Fluss, das Dorf für Synthesizer

### Vokalkompositionen

#### A cappella
- Drei heitere Chorlieder (1955) für gemischten Chor a cappella. Texte: ?
- Drei Psalmen Davids (1962) für gemischten Chor. Dauer: ~10’
- Frühlingslied (1966) für Männerchor. Text: ?. Dauer: ~5’
- „…die schiefe Sonnenuhr“ (1990). Fünf Sonette von Francisco de Quevedo und vier Vokalisen für 5-stimmigen Chor a cappella. Dauer: 20’35’’. Aufnahme (Studio Franken; Meistersänger von Nürnberg; Leitung: Bernd Dietrich; CD-94C008)
- Drei Psalmmotetten (1996) für gemischten Chor a cappella. Texte: aus dem biblischen Buch der Preisungen, deutsch von Martin Buber. Dauer: ~7–8’
- CL. Preisung (150. Psalm) (1997) für 12-stimmiges Vokalensemble. Text: aus dem Buch der Preisungen, deutsch von Martin Buber. Dauer: ~4’. Aufnahme 2004 (Kammerchor Saarbrücken, Dirigent: Georg Grün)
- Fünf Goethe-Gedichte für Kinderchor. Dauer: 5’50’’
- Der Kindergarten für Kinderchor. Text: ?. Dauer: 12’30’’
- Der Kinderreigen für Kinderchor. Text: ?. Dauer: 14’50’’
- Lieder von Hoffmann von Fallersleben für Kinderchor. Dauer: 13’30’’
- Tragische Geschichte für Männerchor. Text: ?. Dauer: 1’55’’

#### Mit Instrument(en)
- Hoffnung (1953). Hymne für Chor und Bläser. Text: Johannes R. Becher. Dauer: 8’. UA 1954 (Bundessängerfest; Hannoversche Chorgemeinschaft)
- Lieder eines Lumpen (1954) für Männerchor und Instrumentalensemble. Texte: ?. Dauer: 19’10’’
- Vier Gesänge aus „Distelvolk“ (1959; revidiert 1995) für eine Singstimme (Mezzosopran oder Bariton) und 6 Instrumentalisten. Dauer: ~12’. Texte: Walter Toman, aus dem Gedichtband Distelvolk (1955)

Instrumentalensemble: Flöte, Viola, Harfe, Vibraphon, Schlagzeug, Kontrabass
- Der Bau des Tempels I (1959). Studie für Sprecher, Klavier, Schlaginstrumente und elektronische Klänge. Text: ?. Dauer: ~10’
- Manasses Gebet (1960; revidiert 1987) für gemischten Chor, einen Solisten, 4 Chorsolisten und Elektronik. Text: ?. Dauer: 9’35’’. Aufnahme (Studio Franken)
- Percussion I (1961) für Gesang, Schlagzeug und Tonband ad libitum. Text: ?. Dauer: 13’15’’
- Alphabetische Gesänge (1962) für Bariton, Männerchor, Klavier und Kontrabass. Text: ?. Dauer: 21’20’’
- Der vergessene Mond (1962) für Sopran und Ensemble. Text: ?
- Rezitationen des schwarzen Orpheus (1962) für Sprecher und Ensemble. Texte: ?
- Davids Dankgesang (1963). Rezitation für einen Sprecher, gemischten Chor (mit Chorsoli) und Elektronik. Text: ?. Dauer: ~15’. Aufnahme (Studio Franken)

- 2. Fassung (1995) für einen Sprecher, gemischten Chor (mit Chorsoli) und Schlagzeug. Dauer: ~15’

- Kleines Divertimento nach französischen Volksliedern (1964) für Stimmen und Instrumentalensemble. Dauer: 14’50’’
- Giorno per Giorno (1965). Kantate für Mezzosopran, Flöte, Cembalo und Schlagzeug. Texte: Giuseppe Ungaretti. Dauer: 17’20’’

- 2., metrumgebundene Fassung (1990)
- 3. Fassung (1990): Kantate für Mezzosopran und Schlagzeug
- 4. Fassung (1993): Kantate für Mezzosopran und Kammerensemble. Dauer: 16’40’’. Aufnahme (Deutscher Komponistenverband [Komponisten in Bayern (42)])
- 5. Fassung (1997): Elf Lieder für Mezzosopran und Klavier

- „Die Nacht ist schwarz“ (1966) für Gesang und Ensemble. Text: ?
- „Vitrum nostrum“. Eine Szene zu einem deutschen Trinklied (1968) für Bariton und historische Instrumente. Text: aus dem Liederbuch von Georg Forster (Nürnberg 1540). Dauer: 7’10’’
- Die vier Apostel. Impression nach Albrecht Dürer (1970) für 4 Frauenstimmen, 6 Sprecher, Elektronik und Orchester. Text: ?. Dauer: 25’10’’
- „Jan Pieterszoon Sweelinck“ (1971). Konzert für 2 Orgeln, Chor, Instrumente und Elektronik ad libitum. Texte: ? (Zitate aus den Cantiones sacrae). Dauer: 18’. UA 1971 Bayreuth (Stadtkirche). Aufnahme (Studio Franken)
- Collage der bachschen Motette „Jesu, meine Freude“ (1981) für Chor (mit Chorsolisten), Sprecher, Orgel und Elektronik. Text: nach Johann Franck, dem Brief des Paulus an die Römer u. a. Dauer: 21’15’’. Aufnahme (Studio Franken)
- Der Bau des Tempels II (1983). Studie für Sprecher, Singstimmen und Elektronik. Text: ?. Dauer: 10’20’’. Aufnahme (Studio Franken)
- Die Schöpfung (1984/85). Radiophonisches Kammeroratorium für Vokalensemble und Elektronik. Libretto: nach Martin Buber. Dauer: 17’45’’. Aufnahme 1985 Nürnberg (ars-nova-Tage)
- „Rette meine Seele vorm Schwert und segne mein Volk mit Frieden“ (1986). Kammeroratorium für 4 Vokalsolisten und Synthesizer. Text: nach Psalm 22. Dauer: 16’30’’

- Neufassung (1989): Radiophonisches Kammeroratorium für Vokalensemble und elektronische Instrumente. Dauer: 17’10’’

- Ruth (1989). Rezitation für Mezzosopran, Sprecher, Schlagzeug und Elektronik. Libretto: Woty Gollwitzer. Dauer: 10’05’’

- Neufassung (1991): Kammeroratorium für Mezzosopran, Sprecher, Chor, Bläser, Harfe, Schlagzeug und Elektronik. Libretto: Woty Gollwitzer (unter Einbeziehung zweier Gedichte von Else Lasker-Schüler). Dauer: 16’30’’. UA 1992 Nürnberg (Sebalduskirche). Aufnahme (Deutscher Komponistenverband [Komponisten in Bayern (42)])

- Womans…cussion (1989). Radiophonische Studie mit Singstimme und Percussion. Text: ?. Dauer: 11’30’’
- Reflexe (1991). Vier Miniaturen nach Brahms’ Horntrio für 3 Spieler, einen Sprecher und Tonband ad libitum. Text: ?. Dauer: 12’35’’

- Neufassung (1993): Radiophonische Miniaturen für 3 Spieler, einen Sprecher und eine Sprecherin. Dauer: 13’30’’

- Schmuel (Der junge Samuel) (1993). Oratorium für Soli, Chor und Orchester. Libretto: nach dem Samuelbuch der Bibel, deutsch von Martin Buber und Franz Rosenzweig. Dauer: 58’. UA 13. November 1994 Nürnberg (Meistersingerhalle; Lehrergesangverein, Dirigent: Bernd Dietrich). Aufnahme (Studio Franken)

- Neufassung (1993–97): Schmuel. Sinfonie nach Martin Buber und Franz Rosenzweig für Vokalsolisten, Sprecher und Orchester. Dauer: ~45’

- Singen will ich IHM (1994). Vier Kantaten für Mezzosopran, gemischten Chor, 2 Schlagzeuger und Orgel. Texte: aus der Bibel, deutsch von Martin Buber und Franz Rosenzweig. Dauer: 23’30’’. Aufnahme (Studio Franken)

1. Babel – 2. Das Lied Mosches – 3. Deborahs Gesang – 4. Dawids letzte Rede
- Das siebente Siegel (1994). Konzert für Orgel, 10 Blechbläser, 2 Schlagzeuger, Pauken und einen Sprecher ad libitum. Texte: aus der Offenbarung des Johannes. Dauer: ~13’

1. „…ward eine Stimme im Himmel…“ – 2. „…da geschahen Stimmen und Donner…“ – 3. „…und hörte einen Engel fliegen…“
- CXXXIV. Preisung (134. Psalm) (1995) für Chor (bis zu 8 Stimmen) und Röhrenglocken. Text: aus dem 5. Buch der Preisungen, deutsch von Martin Buber. Dauer: ~5’
- Niedersächsische Osterkantate für Chor und Instrumentalisten. Text: Konrad Tegtmeier. Sendung der Aufführung am 21. April 1957 im NDR. Dauer: 27’10’’
- Niedersächsische Weihnachtskantate für Chor und Instrumentalisten. Text: Konrad Tegtmeier. Sendung der Aufführung am 24. Dezember 1957 im NDR. Dauer: 28’50’’
- Lieder nach Wilhelm Busch für Sopran und Klavier. Dauer: 6’05’’
- Das Schrebergartenlied für Bariton und Orchester. Dauer: 3’40’’

### Ensemble-/ Orchesterwerke
- Kleine Suite (1960) für Streicher

- Neubearbeitung: Archon (1986). Suite für Streichorchester. Dauer: 9’25’’. Aufnahme (Studio Franken)

- Studie (1962) für 5 Gruppen (Orchester ad libitum besetzt). Dauer: 11’15’’
- Studie (1964) für Streicher. Dauer: 7’50’’
- Septalie (1968) für beliebiges Ensemble. Dauer: 9’15’’. Aufnahme (Studio Franken)
- Melodie I, nicht im wörtlichen Sinne, sondern als klanglicher Gestus verstanden (1973/74; revidiert 1993) für kleines Orchester. Dauer: 14’45’’. Aufnahme (Deutscher Komponistenverband [Komponisten in Bayern (42)])
- Melodie II (1974) für Kammerensemble. Dauer: 7’50’’. Aufnahme (Thorofon MTH 253)
- Akkord I (1974) für Orchester. Dauer: 8’40’’. Aufnahme (Studio Franken)
- Orchon (1987–89). Sinfonietta für kleines Orchester. Dauer: 14’05’’. Aufnahme (Studio Franken)
- Metamorphosen nach Paul Hindemiths Symphonie „Mathis der Maler“ (1994) für Orchester. Dauer: ~13–14’
- „…und nachts bei mir ist sein Gesang“ (1994). Vier Miniaturen für Kammerensemble. Dauer: ~8’
- Akkord II (1995) für kleines Orchester. Dauer: ~12–13’. Aufnahme (Studio Franken; ars nova ensemble nürnberg, Dirigent: Werner Heider)
- Contur II (1996). Essay für Kammerensemble. Dauer: 14’05’’. Aufnahme (Studio Franken; ars nova ensemble nürnberg)
- „Die Geschichten vom…“ (1996). Fünf Miniaturen für 5 Bläser und Schlagzeug. Dauer: 10’45’’. Aufnahme (Studio Franken)
- Kleines Divertimento (19??) für Instrumentalensemble. Dauer: 16’

### Soli und Ensemble-/ Orchester
- Mobile Szenen I (1966; revidiert 1995) für Schlagzeug (1 Spieler) und Orchester. Dauer: 9’20’’. Aufnahme (Siegfried Fink [Schlagzeug], Nürnberger Symphoniker, Dirigent: Werner Heider; Colosseum [Klaus Hashagen – Percussion und Elektronik; COL 9014-2.2])
- Mobile Szenen III (1960–69) für Schlagzeug, Kammerensemble und Tonband. Dauer: 6’15’’. Aufnahme (Studio Franken)
- Pergiton III (1969) für Gitarre, Schlagzeug und Orchester. Dauer: 19’35’’. Aufnahme (Studio Franken)
- Tournée III für Klavier, 6 Instrumente und Elektronik (1972). Dauer: 13’20’’. Aufnahme (Studio Franken)
- Pergiton V (1972) für Gitarre, Schlagzeug, Zupforchester und Elektronik ad libitum. Dauer: 16’20’’. Aufnahme (Intersound ISPV 156 CD)
- Pergiton VI (1975) für Gitarre, 2 Schlagzeuger und Zupforchester. Dauer: 13’50’’
- Melodie IV (1980–88) für Cembalo und Kammerorchester. Dauer: 15’. Aufnahme (Studio Franken)
- Perchon (1982) für Vibraphon, Orchester und Elektronik ad libitum. Dauer: 23’10’’. Aufnahme (Andrea Schneider [Vibraphon], Klaus Hashagen [Synthesizer]; Nordwestdeutsche Philharmonie, Dirigent: Klaus Bernbacher)
- Mobile Szenen V (1966; revidiert 1995) für Schlagzeug und Orchester. Dauer: ~10–12’
- Klaricorn. Rhapsodisches Concertino (1984) für Klarinette, Streichorchester, Klavier / Celesta und Schlagzeug (2 Spieler). Dauer: ~10–12’
- Das siebente Siegel (1994): siehe unter Vokalkompositionen
- Parade (1995). Suite für Bläser alleine oder zusammen und kleines Orchester. Dauer: ~20’. – Umfasst die folgenden, beliebig kombinierbaren Teile:

- Badinerie (1995) für Flöte und kleines Orchester. Dauer: 5’15’’
- Duettino (1995) für Klarinette, Fagott und kleines Orchester. Dauer: 3’45’’
- Romanze (1995) für Oboe und kleines Orchester. Dauer: 2’45’’
- Legende (3. Version, 1995) für Horn und kleines Orchester. Dauer: 4’
- Trio (1995) für Trompete, Posaune mit Pauken und kleines Orchester. Dauer: 4’

- Sechs Saxiaturen (1996) für Altsaxophon (in Es) und Kammerensemble. Dauer: ~6–7’
- Sechs Corniaturen (1997) für Horn und Kammerensemble. Dauer: ~6–7’. UA Nürnberg (Wilfried Krüger, Pegnitzschäfer-Klangkonzepte)

### Kammermusik

#### Soli
- Sonatine (vor 1950?) für Klavier
- Sechs Inventionen (1959) für Klavier
- Meditation (1965) für Schlagzeug. Dauer: 7–8’. Aufnahme: VDMK (Deutsche Musik der Gegenwart 1/0654964)

- Neufassung (1974). Aufnahme (Siegfried Fink; Colosseum [Klaus Hashagen – Percussion und Elektronik])

- Timbres (1967) für Orgel. Dauer: 8’45’’. Aufnahme (Deutscher Komponistenverband [Komponisten in Bayern (42)])[5]
- Toccata (1968) für Klavier. Dauer: 11’30’’
- Gardinenpredigt (1969) für Sopran- / Alt- / Tenor- / Bassblockflöte. Dauer: 4’10’’
- Transposition – Improvisation (~1974) für 3 Becken (oder Beckengruppen) und Tonband
- Synchronie (1978) für Gitarre (grafisch notiert). Dauer: 8’10’’
- Etude SCH (1988) für Klavier. Dauer: ~2’
- Till’frieds lustige Hornstreiche (1990) für Horn. UA Nürnberg (Wilfried Krüger)

- Fassung für radiophonisch verfremdete Hornklänge und Sprache (1990). Dauer: 11’50’’

- Zwei Orgelstücke (1994)

- 1. Tombeau. Dauer: ~10’ – 2. Toccatina. Dauer: ~7’

- Drei kurze Klavierstücke (1994). Dauer: ~6’
- Mallon (~1995) für Schlagzeug (Glockenspiel, Vibraphon, Marimbaphon; 1 Spieler). Dauer: ~7’
- Präludium und Fuge (1997) für Klavier. Dauer: ~5’
- Juventon. Drei kleine Klavierstücke (1997). Dauer: ~5’

#### Duos
- Suite (1957) für Oboe und Cembalo. Dauer: 10’15’’
- Sonatine (Kleine Kammermusik) (1959) für Klarinette und Harfe. Dauer: ~10’
- Cymbalon (1960) für Cembalo und Tonband. Dauer: 8’15’’
- Pergiton I (1961) für Gitarre und Schlagzeug. Dauer: 15’
- Pergiton II (1963) für Gitarre und Tonband. Dauer: 8’50’’
- Duocordis (1966) für 2 Streicher
- Viocela (1966; revidiert 1990) für Viola und Cembalo. Dauer: ~2’30’’
- Mobile Szenen II (1967) für Klavier und Schlagzeug. Dauer: ~8’
- Gesten (1969) für Blockflöten (6 Instrumente, 1 Spieler) und Tonband. Dauer: 8’30’’
- Pergiton IV/V (1969/70) für Gitarre und Schlagzeug (mit Stimme ad libitum). Dauer: 12’15’’. Aufnahme (IV): Deutsche Grammophon (DGG 2530-034-B)
- Tournée I (1970) für Klavier und Elektronik. Dauer: 8’45’
- Tournée II (1972) für Akkordeon und Elektronik. Dauer: ~9’
- Tournée IV (1972) für Orgel und Elektronik. Dauer: 9’
- Me’psalon (1972) für Schlagzeug und Elektronik. Dauer: 6’
- Transposition-Improvisation (1974) für Schlagzeug und Tonband. Dauer: 4’05’’
- Percussion IV (1973) für Schlagzeug und Tonband. Dauer: 12’15’’. Aufnahme: Thorofon (CTH 2085)
- Percussion V (1977) für Schlagzeug und Elektronik. Dauer: 12’15’’. Aufnahme: Thorofon (CTH 2085)
- Toccata I und II (1979) für Orgel und Tonband. Dauer: 13’30’’
- Detron (1991) für (Groß-)Bassflöte und Elektronik. Dauer: ~8–10’
- Meridian (1991) für Orgel und Elektronik. Dauer: 9’40’’
- Cornotron (1992) für Horn und Elektronik. Dauer: ~7’
- Sechs Saxiaturen (1995) für Altsaxophon (in Es) und Klavier. Dauer: ~ca. 5’
- Legende (1995) für Horn und Elektronik. Dauer: ~5–7’

- 2. Version (1995) für Horn und Klavier. Dauer: ~5–7’. UA Nürnberg (Wilfried Krüger [Horn], ? [Klavier])
- Legende II (1995) für Violine (oder Viola) und Klavier. Dauer: ~5–7’

- Contur III (1997). Essay für Orgel und Elektronik. Dauer: ~11–12’. Aufnahme (Studio Franken; Bernhard Buttmann [Orgel], Werner Jacob, Antje Dittmar [Elektronik])

#### Trios
- Pan 2mal (1972, revidiert 1984). Studie für 2 Blockflötisten und Elektronik. Dauer: 5’25’’
- Toccata III mit Choral (1982) für Orgel, Schlagzeug und Elektronik. Dauer: 7’45’’. Aufnahme: Christophorus-Verlag (SCGLX 73971; Werner Jacob [Orgel], Siegfried Fink [Schlagzeug], Klaus Hashagen, Elektronik)
- Race I (1988) für 2 Schlagzeuger und Elektronik. Dauer: 13’05’’. Aufnahme (Studio Franken; Andrea Schneider, Gyula Racz [Schlagzeug], Klaus Hashagen [Elektronik])
- Legende III (1996) für Klaviertrio (Violine, Violoncello und Klavier). Dauer: ~5’

#### Quartette
- Scènes fugitives (1963/90) für Streichquartett. Dauer: 10’
- Perpetuum mobile (1967) für Klarinettenquartett. Dauer: 6’30’’
- Melodie III (1979) für Klarinette und Klaviertrio. Dauer: ~15’
- Race II (1990) für 4 Schlagzeuger. Dauer: 13’25’’
- Matinata (1992) für 4 Hörner (in F). Dauer: ~10’

#### Quintette
- Rondell (1964) für Holzbläserquintett
- Mobile Szenen IV (1968/84) für Soloschlagzeug, Klavier und begleitendes Schlagzeug (3 Spieler). Dauer: 6’55’’. Aufnahme (Produktion der Stadt Nürnberg)
- Colloquium (1968) für Holzbläserquintett. Dauer: 10’15’’
- Campane e fioriture (vor 1970?) für Holzbläserquintett. Dauer: 9’40’’

### Bearbeitungen
- Drei Volkslieder (1951) für gemischten Chor. Dauer: ~6’
- Sechs Seemannslieder (1960) für Männerstimmen und Klavier (oder Instrumente) Dauer: ~12’
- Englische Seemannslieder für Bariton, Männerchor und Instrumentalisten. Dauer: 13’10’’
- Russische Volkslieder für Sopran und Orchester. Dauer: 7’50’’
- zahlreiche weitere Bearbeitungen von Volksliedern und alten Bläsermusiken

## Klaus Hashagen gewidmete Werke
- Dario Agazzi: Klaus pour contrebasse (2011, Gérard Billaudot, Paris 2012). Dauer: ~5’ UA 17. Juni 2013 Genève (Assemblée générale de Contrechamps; Jonathan Haskell).
- Werner Heider:
  - In der Stille der Zeit (1994; zum 70. Geburtstag) für Orgel. Dauer: ~16’. Aufnahme (Jörg Fuhr; Arpeggio Brioso [Fränkische Orgelfantasie])
  - Technophonie (1998; in memoriam) für 7 Instrumentalisten (Flöte, Klarinette, Violine, Viola, Violoncello, Klavier, Schlagzeug). Dauer: ~12’. UA Nürnberg

1. Introduktion – 2. Vorstellung (der einzelnen Instrumente) – 3. Tutti – 4. Duo (Flöte und Klavier) – 5. Motive – 6. Duo (Schlagzeug und Klavier) – 7. Trio (Streicher) – 8. Zehn Soli – 9. Bewegungen (der Formationen: Bläser, Streicher, Klavier und Schlagzeug) – 10. Unisono – 11. Gruppen mit Finale
- Bertold Hummel: …in honorem… (op. 98a; 1994; zum 70. Geburtstag) für Schlagzeug und Orgel. Dauer: ~12’. UA 30. September 1994 Nürnberg (Sebalduskirche; Hermann Schwander [Schlagzeug], Werner Jacob, [Orgel]). Aufnahme (BR, Studio Franken). – Werkeinführung:

1. Invocation – 2. Toccata – 3. Choral
- Horst Lohse: Chant à l’amitié (Gesang der Freundschaft; 1994; zum 70. Geburtstag) für Orgel. Dauer: ~8–9’. UA 30. September 1994 Nürnberg (Sebalduskirche; Werner Jacob). Aufnahme (BR, Studio Franken)
- Lothar Voigtländer: Introitus für Orgel (zum 65. Geburtstag). UA 1989 Nürnberg (Sebalduskirche; Werner Jacob)
- Ruth Zechlin: Orgelstudie aus dem Kryptogramm Klaus Hashagen (WN 241; 1994). Dauer: ~3’. UA 1994 (Nürnberg; Werner Jacob?)